# Chevalet pliable

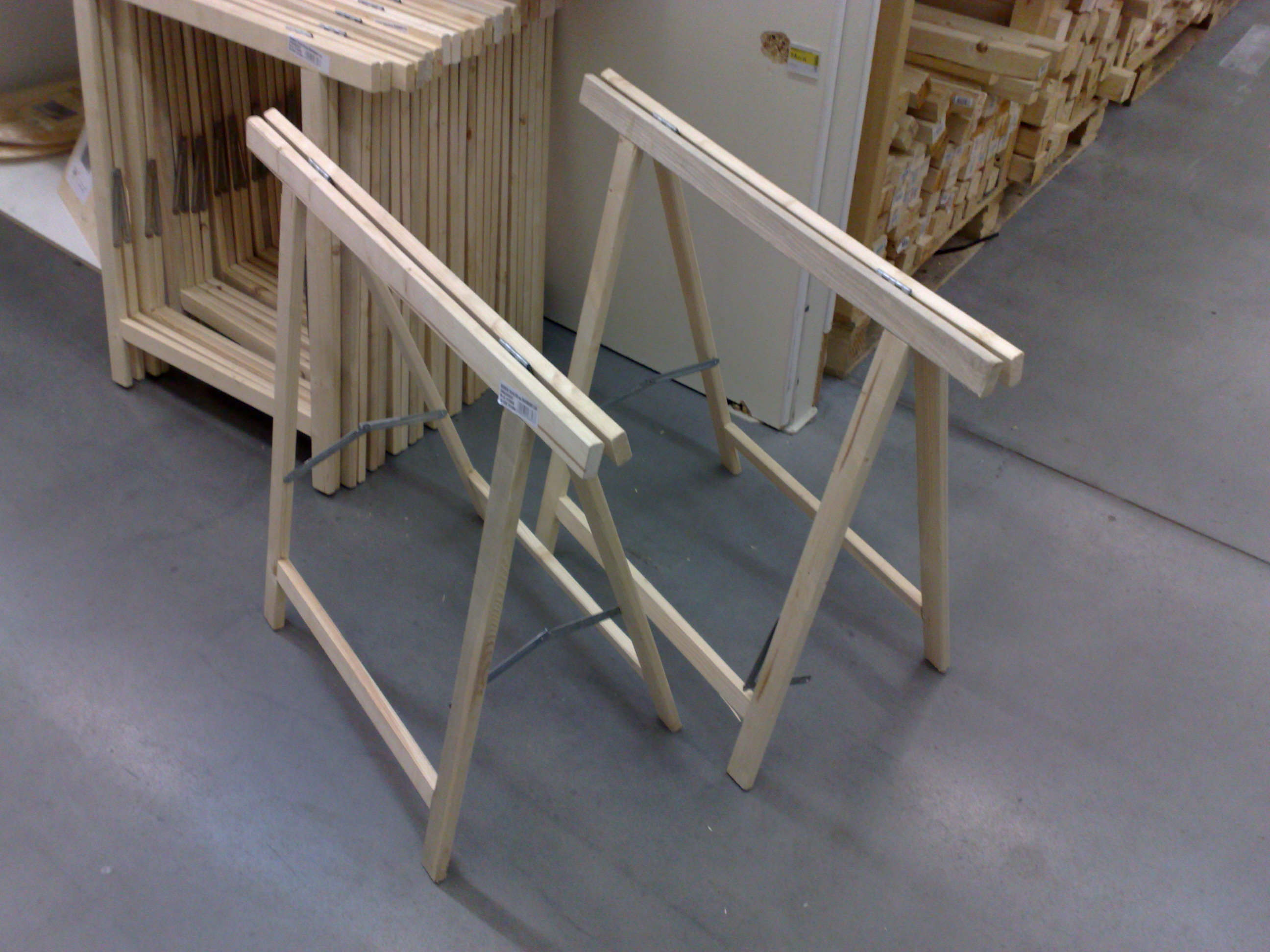
2 tréteaux dépliés

Un  chevalet pliable (appelé aussi bien  tréteau pliable ) est une pièce de bois horizontale équipée de quatre jambes divergentes pliables qu'on utilise, conjointement avec au moins un autre du même type, pour tenir une Planche en bois (ou un autre matériel). L'assemblage des chevalets permet de supporter des tables ou des bureaux improvisés ou permanents.
Les chevalets pliants peuvent être employés dans des applications bien différentes de celles des chevalets fixes.

## Table à tréteaux
Une table à tréteaux (ou table à chevalets) est une forme de table improvisé. En forme et la production, il ressemble parfois à certaines variations de l'antique bureau de campagne qui a été utilisé par les officiers non loin du champ de bataille. Fondamentalement, une "table à tréteaux" moderne est une planche en bois sur deux chevalets.
Aux États-Unis, une table ou un bureau soutenue par des tréteaux en forme de X est généralement appelé "sawbuck table".